# Музей вагонного депо Вологда
Музей вагонного депо Вологда — железнодорожный музей, расположенный на территории вагоноремонтного депо Вологда по адресу: Движенческий переулок, 12-б. В музее проводятся экскурсии для учащихся железнодорожного техникума и училища, школьников, воспитанников детских садов и поступающих в депо молодых рабочих.

## История
Музей основан в мае 1975 года как комната боевой и трудовой славы. Открытие музея было приурочено к 30-летию Победы в Великой Отечественной войне. В конце 1990-х годов музей перенесён в более просторное здание.

## Экспозиция
Музей занимает пять залов общей площадью 167 м², из которых 133,2 м² составляет непосредственно экспозиция. Залы оформлены в классическом стиле и освещают деятельность депо по следующим темам:
| Зал | Тематика | Фото |
| --- | --- | ---- |
| №1  | Транспорт России в XVIII — начале XIX веков Великая Октябрьская социалистическая революция 1917 года Годы гражданской войны, восстановление народного хозяйства после разрухи 1918—1930 годы |      |
| №2  | Стахановское движение 1930—1940 годы Великая Отечественная война 1941—1945 годы Первая послевоенная пятилетка 1946—1950 годы                                                                 |      |
| №3  | Железнодорожный транспорт СССР 1951—1975 годы |      |
| №4  | Расцвет социалистического соревнования 1976—1990 годы Трудовые династии |      |
| №5  | Деятельность профсоюзного комитета Железнодорожные периодические издания Подарки музею от частных лиц и организаций                                                                          |      |

В музее находятся более 500 различных экспонатов железнодорожной тематики, демонстрирующих историю вагонного депо (железнодорожная форма, ручные инструменты, вспомогательное оборудование). Основу экспозиции составляют фотографии коллектива депо начиная с 1906 года и до конца XX века. Фонды музея постоянно пополняется историческими материалами из архива вагонного депо. С 2005 года руководит музеем Водолазов Алексей Николаевич. В этом же году была проведена последняя реэкспозиция.

## Награды
За активную работу со школьниками музей вагоноремонтного депо Вологда в 2005 году занял 1 место на городском конкурсе в номинации «Патриотическое воспитание молодежи».